# Alba Mbo Nchama
Alba Mbo Nchama (* 13. Februar 2003 in Malabo) ist eine Leichtathletin aus Äquatorialguinea, die sich auf den Sprint spezialisiert hat.

## Sportliche Laufbahn
Erste Erfahrungen bei internationalen Meisterschaften sammelte Alba Mbo Nchama im Jahr 2019, als sie bei den Afrikaspielen in Rabat mit 27,75 s in der ersten Runde im 200-Meter-Lauf ausschied. 2021 startete sie dank einer Wildcard im 100-Meter-Lauf bei den Olympischen Sommerspielen in Tokio und schied dort mit 13,36 s in der Vorausscheidung aus. Während der Eröffnungsfeier war sie, gemeinsam mit ihrem Leichtathletik-Kollegen Benjamín Enzema, die Fahnenträgerin ihrer Nation. Im Jahr darauf schied sie bei den U20-Weltmeisterschaften in Cali mit 13,32 s in der ersten Runde über 100 Meter aus und 2023 kam sie bei den Spielen der Frankophonie in Kinshasa mit 12,96 s und 26,66 s jeweils nicht über den Vorlauf über 100 und 200 Meter hinaus. Im Jahr darauf schied sie bei den Afrikameisterschaften in Douala mit 13,14 s in der Vorrunde über 100 Meter aus.

## Persönliche Bestleistungen
- 100 Meter: 12,96 s (−0,5 m/s), 31. Juli 2023 in Kinshasa
- 200 Meter: 26,66 s (+0,7 m/s), 3. August 2024 in Kinshasa